# Natan Bernardo de Souza
Natan Bernardo de Souza  (Itapecerica da Serra, 6 februari 2001) – voetbalnaam Natan – is een Braziliaans voetballer die doorgaans speelt als centrale verdediger. In juni 2025 verruilde hij Napoli voor Real Betis.

## Clubcarrière
Natan speelde in de jeugd van Ponte Preta en stapte later over naar de opleiding van Flamengo. Bij deze club brak hij door. Na ruim een seizoen huurde Red Bull Bragantino hem, met een optie tot koop te waarde van circa drieënhalf miljoen euro. Na een seizoen waarin hij meer dertig wedstrijden speelde besloot de club die optie te lichten, waardoor hij vast kwam te liggen bij Red Bull Bragantino.
Na anderhalf jaar verkaste Natan voor een bedrag van circa tien miljoen euro naar Napoli, waar hij zijn handtekening zette onder een verbintenis voor de duur van vijf seizoenen. Zijn eerste seizoen in Italië leverde veertien competitie-optredens op, waarna hij verhuurd werd aan Real Betis. De Spaanse club dwong tevens een optie tot koop af, voor circa negen miljoen euro. Deze optie tot koop werd in juni 2025 gelicht. De verdediger tekende een contract tot medio 2030.

## Clubstatistieken
| Seizoen | Club                  | Competitie       | Competitie | Competitie | Beker | Beker | Internationaal | Internationaal | Totaal | Totaal |
| Seizoen | Club                  | Competitie       | Wed.       | Dlp.       | Wed.  | Dlp.  | Wed.           | Dlp.           | Wed.   | Dlp.   |
| ------- | --------------------- | ---------------- | ---------- | ---------- | ----- | ----- | -------------- | -------------- | ------ | ------ |
| 2020    | Flamengo              | Série A          | 14         | 1          | 0     | 0     | 1              | 0              | 15     | 1      |
| 2021    | Flamengo              | Série A          | 3          | 0          | 0     | 0     | —              | —              | 3      | 0      |
| 2021    | → Red Bull Bragantino | Série A          | 29         | 0          | 1     | 0     | 4              | 0              | 34     | 0      |
| 2022    | Red Bull Bragantino   | Série A          | 39         | 3          | 2     | 0     | 3              | 0              | 44     | 3      |
| 2023    | Red Bull Bragantino   | Série A          | 21         | 0          | 2     | 0     | 4              | 0              | 27     | 0      |
| 2023/24 | Napoli                | Serie A          | 14         | 0          | 1     | 0     | 6              | 0              | 21     | 0      |
| 2024/25 | → Real Betis          | Primera División | 31         | 1          | 4     | 0     | 17             | 1              | 52     | 2      |
| 2025/26 | Real Betis            | Primera División | 0          | 0          | 0     | 0     | 0              | 0              | 0      | 0      |
| Totaal  | Totaal                | Totaal           | 151        | 5          | 10    | 0     | 35             | 1              | 196    | 6      |

Bijgewerkt op 21 juli 2025.

## Erelijst
| Série A | 1 | 2020 |